# Benedikt Carpzov il Vecchio
Benedikt Carpzov, noto come il Vecchio (Brandeburgo sulla Havel, 22 ottobre 1565 – Wittenberg, 26 novembre 1624), è stato un docente e giurista tedesco.

## Biografia

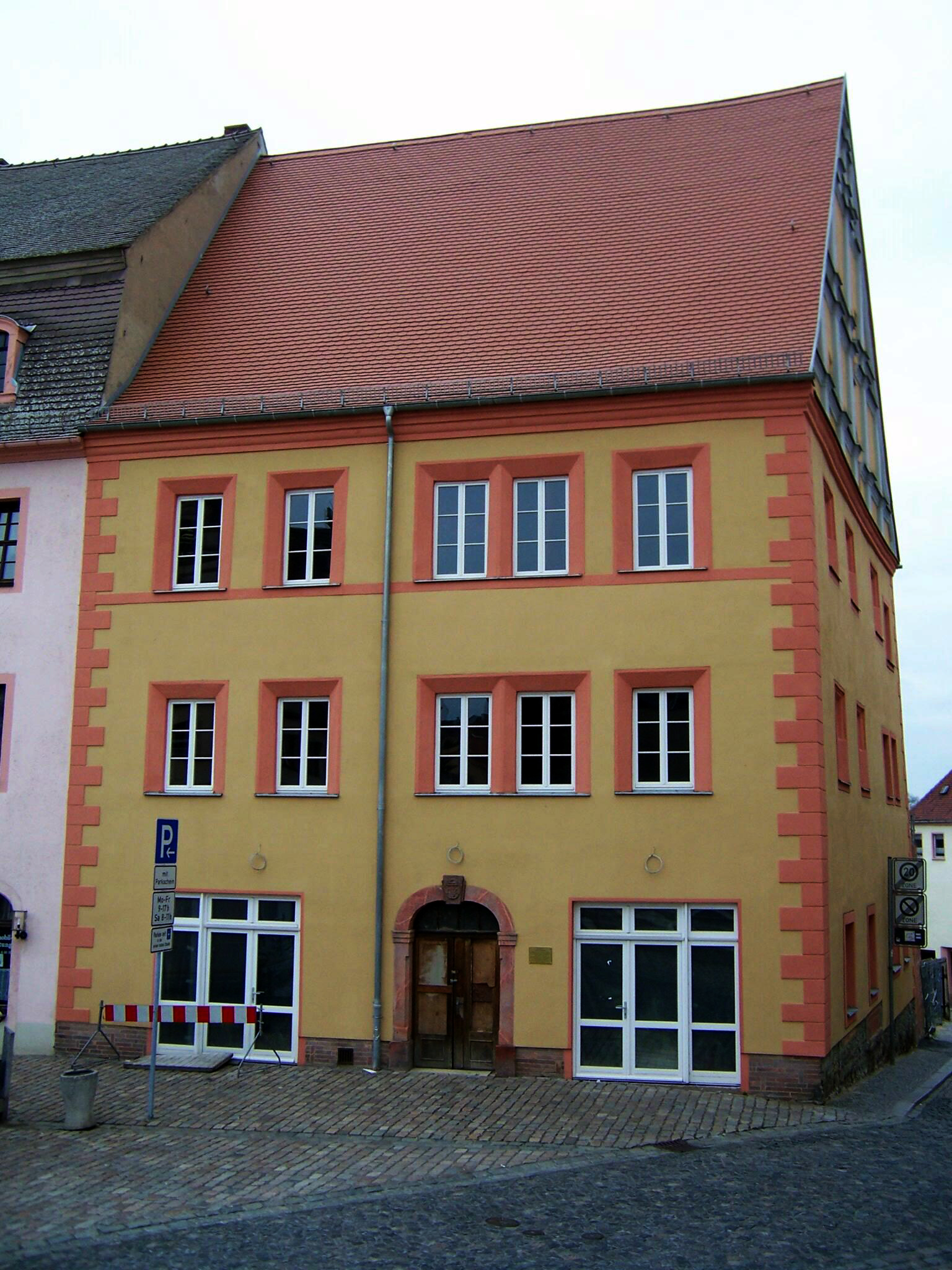
L'abitazione (dal 1602) di Benedikt Carpzov a Colditz

Benedikt Carpzov il Vecchio era figlio del sindaco di Brandeburgo Simon Carpzov, della famiglia dei Carpzov, e di sua moglie Anna (nata Lindenholz). Frequentò la scuola nella sua città natale e poi a Braunschweig. Nel 1580 si iscrisse all'Università di Wittenberg, dove intraprese gli studi giuridici, e nel 1583 si trasferì all'Università di Francoforte sull'Oder. Nel 1584 tornò a Wittenberg, dove si diplomò. Intraprese poi diversi viaggi studio presso le università di Altdorf, Ingolstadt, Tubinga, Strasburgo e Heidelberg.
Sempre a Wittenberg, l'8 settembre 1590 ricevette il dottorato e sposò Anna Fluth. Nel 1592 divenne membro della facoltà di giurisprudenza e nel 1594 ottenne l'incarico di cancelliere dal conte Martin in Reinstein und Blankenburg. Continuò a risiedere a Wittenberg, chiedendo nel 1596 di essere assunto come professore associato all'università, ma l'amministratore sassone lo respinse per condotta austera.
Nel 1599 venne scelto a capo della cattedra meno prestigiosa della facoltà di giurisprudenza ma nel 1601, in seguito alle dimissioni di Thomas Franzius, ottenne un incarico di insegnamento più facoltoso. Dopo che la sua prima moglie morì di parto, Carpzov sposò Christina Selfisch. Nel 1602, la vedova dell'elettore Cristiano I di Sassonia, Sofia di Brandeburgo, lo nominò cancelliere presso la sua corte, con incarico relativo al consiglio della corte d'appello di Dresda.
Carpzov seguì Sofia di Brandeburgo anche quando la principessa decise di trasferirsi a Colditz. Dal 1610 rappresentò al consiglio sassone anche gli interessi di sua figlia Dorothea, che era badessa presso l'abbazia di Quedlinburg. Dopo la morte della principessa di Brandeburgo, nel 1623 tornò a Wittenberg come privato cittadino, assumendo di tanto in tanto incarichi pubblici per conto del principe elettore Giovanni Giorgio I di Sassonia. Benedikt Carpzov morì il 26 novembre del 1624 e venne sepolto nella chiesa del castello di Wittenberg.
Benedikt Carpzov il Vecchio non scrisse in vita molte dissertazioni significative. Ottenne piuttosto una discreta fama nel tempo grazie alla sua personalità. Contrasse un primo matrimonio, conclusosi poi l'8 settembre 1590, con Anna Fluth (nata il 19 aprile 1573 e morta il 4 dicembre 1598 a Wittenberg), che era figlia di Conrad Fluth, farmacista e consigliere comunale (nato a Weida nel 1538 e morto il 3 febbraio 1608 a Wittenberg). Conrad aveva sposato il 30 gennaio 1570 Anna, figlia del farmacista e sindaco di Wittenberg Casper Pfreund, che era a sua volta genero di Lucas Cranach il Vecchio.Da Anna Carpzov ebbe due figli maschi (Konrad e Benedikt) e due figlie femmine (Maria e Anna). Maria ebbe come marito il 2 maggio 1620 il cancelliere di Rudolstadt Friedrich Lentz, mentre Anna sposò il nobile Erasmus Ludwieger.
Nel 1601 Carpzov sposò in seconde nozze Christine Selfisch (nata il 20 luglio 1585 a Wittenberg e morta il 1º aprile 1661 a Coburgo), figlia del libraio e sindaco di Wittenberg Samuel Selfisch e della sua seconda moglie Margareta Rubin. La coppia ebbe come figli Christian, Anna Maria, Johann Benedikt I, August e Carolus. Da suo figlio Johann Benedict discende un ramo genealogico che arriva addirittura a Guglielmo Alessandro, attuale re dei Paesi Bassi.